# Азявин, Илья Андреевич
Илья Андреевич Азявин (24 июля 2000, Астрахань) — российский футболист, полузащитник тульского «Арсенала».

## Карьера
Воспитанник краснодарской «Кубани». Начинал профессиональную карьеру в её второй команде, затем перешёл в «Урожай». По итогам сезона 2019/20 в составе астраханского «Волгаря» одержал победу в группе «Юг» ПФЛ и вышел в ФНЛ. Однако закрепиться в основном составе у полузащитника не получилось, и вскоре после старта сезона в подэлитном дивизионе он покинул клуб.
21 октября 2020 года в качестве свободного агента подписал контракт с аутсайдером молдавской Национальной дивизии «Кодру» (Лозова). В этот же день дебютировал в матче против буюканьской «Дачии» (0:1).
В феврале 2021 года перешёл в клуб ФНЛ «Шинник» (Ярославль). Сезон 2022/23 провёл в «Челябинске». Летом 2023 года покинул «Шинник» вследствие досрочного расторжения контракта.
В сезоне 23/24 выступал за «Муром».
5 июля 2024 года перешёл в тульский «Арсенал».

## Достижения
- Победитель Первенства ПФЛ / Второго дивизиона ФНЛ (2): 2019/20 (группа «Юг»), 2021/22 (группа 2).